# Mike Arcuri
Michael Angelo Arcuri, detto Mike (Utica, 11 giugno 1959), è un politico e avvocato statunitense, di origini Italiane, ex-membro della Camera dei Rappresentanti per lo stato di New York.
Arcuri faceva parte della Blue Dog Coalition e della New Democrat Coalition ed era considerato uno dei membri più centristi del Congresso.